# Snatched (film 2011)
Snatched è un film del 2011 diretto da Joe Cacaci.
È un film commedia statunitense con protagonisti Andrew McCarthy, Ernest Borgnine e Marcus Lyle Brown. È uno dei film della serie comica della National Lampoon.

## Produzione
Il film, diretto da Joe Cacaci su una sceneggiatura di Alan Donnes, fu prodotto da Jerry Daigle, Alan Donnes e Edith Leblanc per la Flim Flam Productions e girato a New Orleans dal 3 agosto al 29 agosto 2009 con un budget stimato in 3.000.000 di dollari. Il titolo di lavorazione fu National Lampoon's Snatched.

## Distribuzione
Il film fu distribuito negli Stati Uniti al cinema dalla National Lampoon.